# Drink-Drank-Drunk
Drink-Drank-Drunk (en cantonais : 千杯不醉 ; cantonais Yale : Chīnbūi bātjeui) est un film hongkongais réalisé par Derek Yee et sorti en 2005.

## Synopsis
Cette comédie romantique met en scène Siu Min, une Budweiser girl (en) qui éprouve de l'empathie pour Michael, un restaurateur franco-chinois qui sombre dans l'alcool car ses plats sont trop sophistiqués (donc impopulaires) dans le quartier de classe ouvrière dans lequel les deux travaillent. Insatisfaite de son métier, Siu Min décide d'aider Michael dans la gestion de son restaurant ; elle finit par tomber amoureuse de lui. Cependant, Michael doit réussir à concilier ses deux rêves : voyager à travers le monde et diriger un restaurant à succès.

## Distribution
- Miriam Yeung : Siu Min
- Daniel Wu : Michael
- Alex Fong Chung-Sun : Brother Nine
- Henry Fong
- Paul Fonoroff
- Hayama Go
- Asuka Higuchi
- Tony Ho
- Hu Jing : Kit
- Vincent Kok : Bo Bo (patron gay d'un restaurant de fondue chinoise)
- Ella Koon : Yan Loh
- Toby Leung
- Chin Kar-lok : Big Bear
- Terence Yin : Wanderer (l'ami de Michael)